# Klésiv
Klésiv (ucraniano: Кле́сів) es un asentamiento de tipo urbano de Ucrania perteneciente al raión de Sarny en la óblast de Rivne.
En 2020, el municipio tenía una población de 10 536 habitantes, de los cuales 4634 vivían en el propio asentamiento. El resto de la población municipal se reparte entre el sélyshche de Strasheve y cinco pueblos: Karasyn, Karpýlivka, Klésiv, Púhach y Rudnia-Karpylivska.
El asentamiento fue fundado en 1902 como un pequeño poblado ferroviario, en la línea de ferrocarril de Kóvel a Kiev pasando por Sarny. Por su ubicación ferroviaria estratégica, entre 1917 y 1921 fue lugar de combates en las guerras soviético-ucraniana y polaco-soviética. En 1921 se incorporó a la Segunda República Polaca, hasta que en 1939 pasó a formar parte de la RSS de Ucrania, que le dio el estatus de asentamiento de tipo urbano en 1940. El área es conocida por albergar importantes depósitos de granito, granodiorita y diorita.
Se ubica unos 20 km al este de Sarny, sobre la carretera que lleva a Rokytne.